# Чемпионат Италии по футболу (Серия C)
Серия C (итал. Serie C) — третий по значимости дивизион в системе футбольных лиг Италии. Управляется Итальянской лигой профессионального футбола. Основан первоначально в 1938 году как Серия C, в 1978 году был упразднён и разделён на Первый дивизион (Серия C1) и Второй дивизион (Серия C2) Лиги Про. Восстановлен как Лига Про в 2014 году, а в 2017 году историческое название возвращено окончательно.

## Повышение

### Напрямую
Команды, занявшие первые места в группах, попадают в Серию B.

### Плей-офф
Команды, занявшие места со 2-го по 10-е, получают право на участие в плей-офф, из которого ещё одна команда пойдёт в Серию B.